# Internet.org

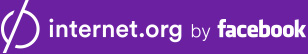
Logo

Internet.org bzw. Free Basics wurde als Partnerschaft zwischen Facebook und führenden IT-Unternehmen (Samsung, Ericsson, MediaTek, Opera Software, Nokia, Qualcomm) im Jahr 2013 gegründet. Im September 2015 wurde sie als App in Free Basics umbenannt.
Die Initiative hat sich nach eigenen Angaben offiziell zum Ziel gesetzt, die verbliebenen zwei Drittel der Weltbevölkerung ohne Internetanschluss mit dem Internet zu verbinden, wobei die tatsächlichen Absichten kritisch hinterfragt werden. Der Internet.org-Dienst ermöglicht es seit 2014 in ausgewählten Ländern, kostenlos mit Mobilgeräten einige Webseitenangebote wie Wikipedia, Facebook, AccuWeather und Google zu nutzen.

## Kritik
Das Projekt wird von vielen Seiten dafür kritisiert, die Netzneutralität zu gefährden, weil es durch das kostenlose Angebot internet.org nur die Erreichbarkeit ausgewählter Webseiten erleichtert. Im Mai 2015 reagierte Facebook und öffnete die Plattform für andere Webseitenanbieter. Allerdings ist immer noch eine Registrierung der Website bei Facebook notwendig. Damit hängt der Zugang via internet.org von einer Genehmigung Facebooks ab. Die zugrundeliegenden Richtlinien des Unternehmens verbieten ferner die Nutzung von Verschlüsselungsprotokollen wie HTTPS.
2016 wurde in Indien das Programm verboten, da es die Netzneutralität verletze.

## Partnerschaften
Das Projekt arbeitet zusammen mit folgenden Mobilfunkgesellschaften:
- Juli 2014: Sambia[7]
- Oktober 2014: Tansania[8]
- November 2014: Kenia[9]
- Januar 2015: Kolumbien[10]
- Januar 2015: Ghana, mit Airtel[11]
- 10. Februar 2015: Indien mit Reliance Communications[12]
- 18. März 2015: Philippinen mit Smart Communications[13]
- 31. März 2015: Guatemala mit Tigo[14]
- 20. April 2015: Indonesien mit Indosat[15]
- 10. Mai 2015: Bangladesch mit Robi[16][17]
- 13. Mai 2015: Malawi mit TNM und Airtel[18]
- 28. Mai 2015: Pakistan mit Telenor Pakistan[19]
- 5. Juni 2015: Senegal mit Tigo[20]
- 19. Juni 2015: Bolivien mit VIVA[21][22]
- 1. Juli 2015: Südafrika mit Cell C[23]
- 16. Dezember 2015: Irak mit Korek Telecom[24]